# Panzerina canescens
Panzerina canescens là một loài thực vật có hoa trong họ Hoa môi. Loài này được (Bunge) Soják mô tả khoa học đầu tiên năm 1981 publ. 1982.